# Ordem Nova (Movimento)
A Ordem Nova foi um movimento político nacional-sindicalista português que existiu entre os anos de 1978 e 1982. A organização foi criada por Gilberto Santos e Castro, um antigo líder de comando no ultramar angolano. Um relatório do Parlamento Europeu da Comissão de Inquérito sobre a Ascensão do Fascismo e do Racismo na Europa definiu a sua ideologia como fascista revolucionária e hipernacionalista. Esse mesmo relatório também menciona laços com o movimento político Fuerza Nueva na Espanha. Foi extinta em 1982, mas continuou as suas atividades clandestinamente a partir de 1985, fornecendo traduções de publicações do CEDADE para distribuição no Brasil.